# Nicole Reinhardt
Nicole Reinhardt (Lampertheim, 2 januari 1986) is een Duitse kanovaarster.
Reinhardt won tijdens de Olympische Zomerspelen 2008 de gouden medaille in de K4 500m.

## Belangrijkste resultaten

### Olympische Zomerspelen
| Editie | Plaats | Resultaten         |
| ------ | ------ | ------------------ |
| 2008   | Peking | K4 500m 4e K2 500m |

### Wereldkampioenschappen vlakwater
| Jaar | Plaats    | Resultaten                               |
| ---- | --------- | ---------------------------------------- |
| 2005 | Zagreb    | K1 500m · K4 200m                        |
| 2006 | Szeged    | K4 200m                                  |
| 2007 | Duisburg  | K2 200m · K2 500m                        |
| 2009 | Dartmouth | K1 4x200m · K2 200 m · K2 500m · K4 500m |
| 2010 | Poznań    | K4 500m                                  |

1984: Agafia Constantin & Nastasia Ionescu & Tecla Marinescu & Maria Ştefan ·
1988: Anke Nothnagel & Ramona Portwich & Birgit Schmidt-Fischer & Heike Singer ·
1992: Kinga Czigány & Éva Dónusz & Rita Kőbán & Erika Mészáros ·
1996: Birgit Fischer & Manuela Mucke & Ramona Portwich & Anett Schuck ·
2000: Birgit Fischer & Manuela Mucke & Anett Schuck & Katrin Wagner-Augustin ·
2004: Birgit Fischer & Carolin Leonhardt & Maike Nollen & Katrin Wagner-Augustin ·
2008: Fanny Fischer & Nicole Reinhardt & Katrin Wagner-Augustin & Conny Waßmuth ·
2012: Krisztina Fazekas & Katalin Kovács & Danuta Kozák & Gabriella Szabó ·
2016: Tamara Csipes & Krisztina Fazekas-Zur & Danuta Kozák & Gabriella Szabó ·
2020: Kozák & Csipes & Kárász & Bodonyi ·
2024: Carrington & Hoskin & Brett & Vaughan